# تپه عبدالملکی
تپه عبدالملکی مربوط به دوره اشکانیان است و در شهرستان نهاوند، بخش خزل، روستای عبد الملکی واقع شده و این اثر در تاریخ ۲۲ مرداد ۱۳۸۴ با شمارهٔ ثبت ۱۳۰۴۲ به‌عنوان یکی از آثار ملی ایران به ثبت رسیده است.